# Wasserstadt Povel

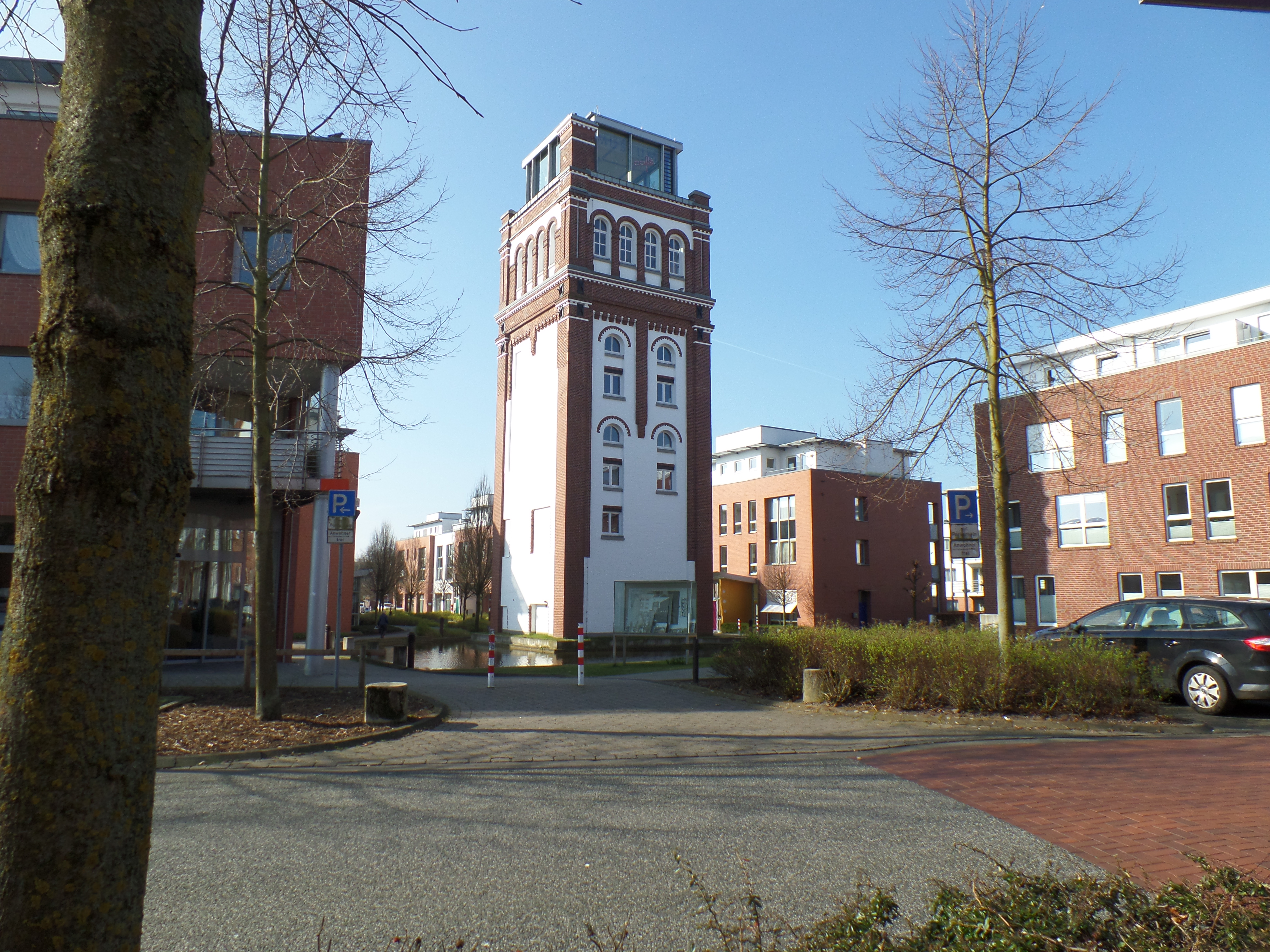
Der Povelturm als Mittelpunkt des neuen Quartiers Wasserstadt Povel

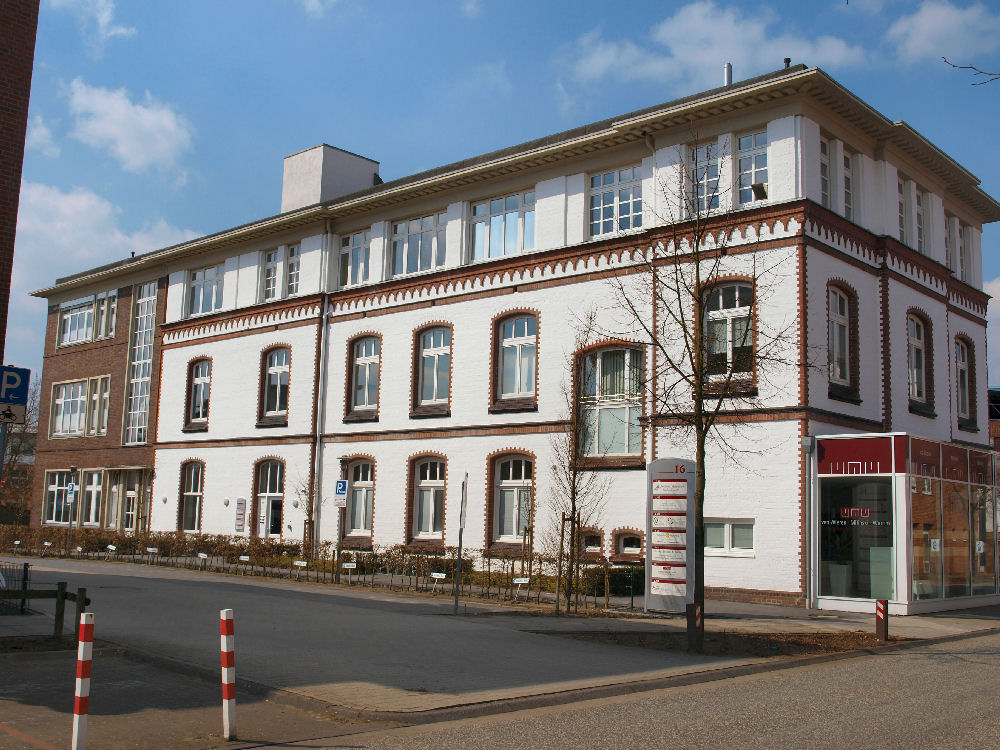
Ehemaliges Verwaltungsgebäude der Ludwig Povel GmbH & Co. (Kontor)

Die Wasserstadt Povel ist ein auf dem ehemaligen Fabrikgelände der 1979 insolvent gegangenen Textilfabrik Ludwig Povel & Co. im Zentrum Nordhorns entstandenes städtebaulich und architektonisch hochwertiges, verdichtetes Wohnquartier.
Auf dem in mehreren Bauabschnitten entstandenen neuen Stadtteil befinden sich Stadthäuser, Service-Wohnanlagen, Wohn- und Geschäftshäuser, ein Museum, ein Kulturzentrum, ein Aussichtsberg und eine Parkanlage.
Die Wiedernutzbarmachung dieser rund 18 Hektar großen innerstädtischen Brachfläche beschäftigte die Stadt Nordhorn über einen Zeitraum von fast 29 Jahren (von 1987 bis 2008). Das Projekt besitzt Modellcharakter, für das sich die Stadt Nordhorn Anerkennung erworben hat.
Von den Erfahrungen profitierten die beiden anderen innerstädtischen Bauland-Projekte Nordhorns: der NINO-Wirtschaftspark und das Rawe-Gelände auf den ehemaligen Werksgeländen der ebenfalls untergegangenen Textilunternehmen Nino und Rawe.

## Entstehungsgeschichte

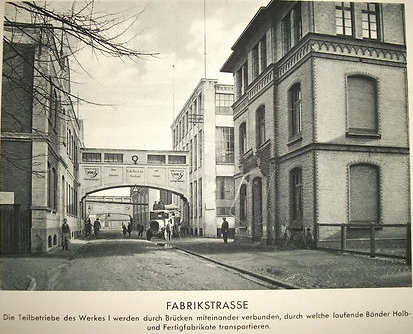
Povel Fabrikstraße

Die in Nordwestdeutschland an der niederländischen Grenze liegende Mittelstadt Nordhorn war mehr als 100 Jahre lang durch die Textilindustrie geprägt. Zu Beginn der 1960er Jahre waren allein für die drei großen, direkt konkurrierenden Textilfabriken von Povel, Rawe und NINO rund 12 000 Mitarbeiter tätig – 80 Prozent aller industriell Beschäftigten in Nordhorn, die großflächige innerstädtische Gebiete für ihre Fabriken, Werkshallen und Lagerstätten besetzten.
Der Strukturwandel der in den 1970er Jahren einsetzenden Globalisierung und der daraus resultierende wirtschaftliche Umbruch auch in der Textilbranche hinterließ tiefe Spuren im sozialen Gefüge und Erscheinungsbild der Stadt, die die drei großen Fabrikgelände und eine Reihe kleiner direkt in ihrer Innenstadt beherbergte. Die Textilfabrik Povel & Co. befand sich auf einem riesigen Terrain, das direkt an die Altstadt und Vechteinsel anschließt. 1979 wurde Povel als erste der drei Textilfabriken geschlossen, 1994 musste das einstige textile Weltunternehmen NINO seine Werkstore schließen und 2001 stellte mit Rawe die letzte der einst großen Nordhorner Textilfabriken ihre Produktion ein.
Zurück blieben riesige und fast durchgehend stark kontaminierte Industriebrachen im Innenstadtgebiet. Die Arbeit in den Textilfabriken und der sorglose Umgang mit chemischen Betriebsmitteln hatten zu großflächigen Vergiftungen des Bodens zunächst unbekannten Ausmaßes geführt. So hatte die Schließung der Textilfabriken neben den wirtschaftlichen Konsequenzen und einer völlig neuen städtebaulichen Situation auch große Umweltprobleme zur Folge.

## Povel-Areal

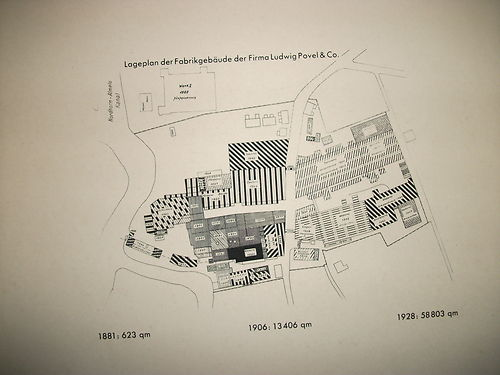
18 Hektar innerstädtisches Fabrikgelände

Durch den Konkurs der Ludwig Povel GmbH & Co. war 1979 eine riesige innerstädtische Brachfläche entstanden – nur wenige Schritte von der Fußgängerzone der Innenstadt entfernt und in ihrer Ausdehnung von rund 18 Hektar größer als die historische Altstadt auf der Vechteinsel. Nicht nur wegen der zentralen Lage, sondern auch wegen des direkten Zugangs zur Vechte und der damit vorhandenen Verbindung zum Nordhorn-Almelo-Kanal sowie der Nähe zu dem Erholungsgebiet am Vechtesee, handelte es sich um den attraktivsten Standort aller verlassenen Nordhorner Industrieflächen und bot hohe Potenziale für eine positive Innenstadtentwicklung.
Aufgrund der exponierten Lage der Fläche wurde ihre Verfügbarkeit vom Rat der Stadt Nordhorn als „einmalige Chance für die Stadtentwicklung“ begriffen. Deshalb kaufte die Stadt Anfang 1980 den überwiegenden Teil des Areals und ließ bis auf den markanten Povelturm (das ehemalige Treppenhaus der Spinnerei), zwei Werkshallen und das ehemalige Verwaltungsgebäude alle Gebäude abreißen. Die erhaltenen Gebäude wurden unter Denkmalschutz gestellt.
Ein Verdacht auf Kontamination des Bodens und des Grundwassers durch Altlasten aus der textilen Produktion bestand zunächst nicht. Erst um 1985, als das umweltpolitische Thema Altlasten allgemein überhaupt erst in das Interesse der Öffentlichkeit zu rücken begann (das Bundes-Bodenschutzgesetz datiert beispielsweise erst von 1998), regte sich ein erster Verdacht, und es wurden Bodenproben in Auftrag gegeben. Es zeigte sich, dass das Gelände mit vielfältigen Schadstoffen belastet war und eine Bebauung, geschweige denn eine Wohnbebauung, nicht ohne weiteres vollzogen werden konnte. Erschwerend kam hinzu, dass das Textilunternehmen bei Geländeerweiterungen durch Planierungsarbeiten die eigenen Schadstoffquellen teilweise verschleppt und auf dem Areal großflächig verteilt hatte. An zahlreichen Stellen ehemaligen Povel-Geländes konnten Farbschlämme, Schlacke, Schwermetalle, Öle, Teere, chlorierte Kohlenwasserstoffe und Mineralölkohlenwasserstoffe nachgewiesen werden. Zwei Altarme der Vechte waren mit hochbelasteten Produktionsabfällen sowie Bauschutt und Sperrmüll verfüllt worden, um zusätzliche Flächen der Ausweitung der Produktionsanlagen und Nebengebäude zu gewinnen. Auch wurde auf dem Gelände eine ehemalige Betriebsmülldeponie gefunden.
1987 wurde mit einer neu entwickelten Art der Bodensanierung des weitläufigen Fabrikgeländes begonnen. Das Projekt wurde von 1987 bis 1991 als Modellvorhaben im Forschungsfeld „Stadtökologie und umweltgerechtes Bauen“ im Bundesforschungsprogramm „Experimenteller Wohnungs- und Städtebau“ (ExWoSt) gefördert und ausgewertet.

## Bodensanierung
Die damals gängige Lösung für die Sanierung kontaminierter Böden war ein Aushub des gesamten Erdreichs und dessen Entsorgung beziehungsweise Endlagerung auf einer Sondermülldeponie. Für das Povel-Gelände hätte dieser komplette Bodenaustausch bedeutet, dass etwa 200.000 Kubikmeter Boden hätten ausgehoben, abtransportiert und endgelagert werden müssen. Diese Lösung erwies sich aufgrund des immensen logistischen Aufwands und der extremen finanziellen Belastung für die Stadt Nordhorn weder als praktikabel noch durchführbar: Allein für den Transport des Aushubs zur Deponie hätten 7 Millionen LKW-Kilometer angesetzt werden müssen.
Daher entschloss man sich zu einem neuartigen, ökologisch und ökonomisch ausgewogenen Flächenrecycling, einem Sanierungskonzept nach neueren wissenschaftlichen Erkenntnissen, das den Boden an Ort und Stelle analysierte und eine Reinigung an Ort und Stelle einleitete.
Die Sanierung begann 1987 und wurde auf rund 6 Mio. Deutsche Mark geschätzt. Im Laufe der Arbeiten wurden zusätzliche Altlasten entdeckt, die die Kosten erheblich in die Höhe trieben. Boden, der mit organischen Verbindungen belastet war, wurde mikrobiologisch gereinigt, Schwermetalle in einem kombinierten physikalisch-chemisch-biologischen Verfahren behandelt und stark mit Schwermetallen belastete Böden in einer sogenannten Bodenwäsche gereinigt. Die ehemalige Betriebsmülldeponie der Firma Povel wurde gegen Auswaschung gesichert und gekapselt. Aus ihr entstand eine siedlungsnahe Parklandschaft.
Weniger als ein Prozent des Bodens musste somit auf eine Sondermülldeponie gebracht beziehungsweise verbrannt werden. Letztlich wurden insgesamt 18.754.000 Euro für die Sanierung ausgegeben.

## Finanzierung
Die Gesamtinvestition in das ehemalige Povel-Fabrikgelände belief sich auf rund 160 Millionen Euro. Der größte Teil dieser Investition wurde durch private Investoren aufgebracht. Mit einem Volumen von 18.754.000 Euro (den Sanierungskosten) entsprachen die öffentlichen Mittel einem Anteil von 11,7 Prozent an der Gesamtinvestition.

## Quartier
In vier Bauabschnitten entstand ein neuer Stadtteil mit Wohnraum für 750 Menschen sowie Büro- und Gewerbeflächen für 400 Arbeitsplätze. Durch die Anlage mehrerer zusätzlicher Wasserläufe in Form von Grachten erhielt das Quartier seinen Wiedererkennungswert und eine gesteigerte Aufenthalts-, Wohn-, Lebens- und Arbeitsqualität, woraus sich auch die Bezeichnung des Sanierungsgebietes als „Wasserstadt Povel“ ergab.
Die Architektur zeichnet sich durch starke Vorgaben, so genannter „Vielfalt in der Einheit“, bei rasterförmiger Linienführung der Verkehrswege und Wasserläufe, gleicher Farbgebung, durchgehender Bauhöhe und verdichteter Bebauung aus und ist durch klare geometrische Baukörper mit ähnlichen Proportionen und hellen Lochfassaden bei durchgehenden Bauhöhen gekennzeichnet. 80 Prozent der Wohnungen sind als zweigeschossige Reihen- oder Mehrfamilienhäuser konzipiert und zum Wasser orientiert, ergänzt durch lediglich fünf Einfamilienhäuser sowie eine mehrgeschossige Seniorenwohnanlage.
Mit 67,3 Einwohnern pro Hektar ist die Bevölkerungsdichte im Povel-Quartier mehr als doppelt so hoch wie in der übrigen Innenstadt. Durch die Integration von Sozialwohnungen und Altenwohnungen gelang eine heterogene Bevölkerungsstruktur, wobei Mietwohnungen, vorrangig für Single- und Zweipersonenhaushalte, vorherrschen.
Ladenlokale sind nicht entstanden, allerdings ist die Fußgängerzone nur wenige Schritte entfernt.

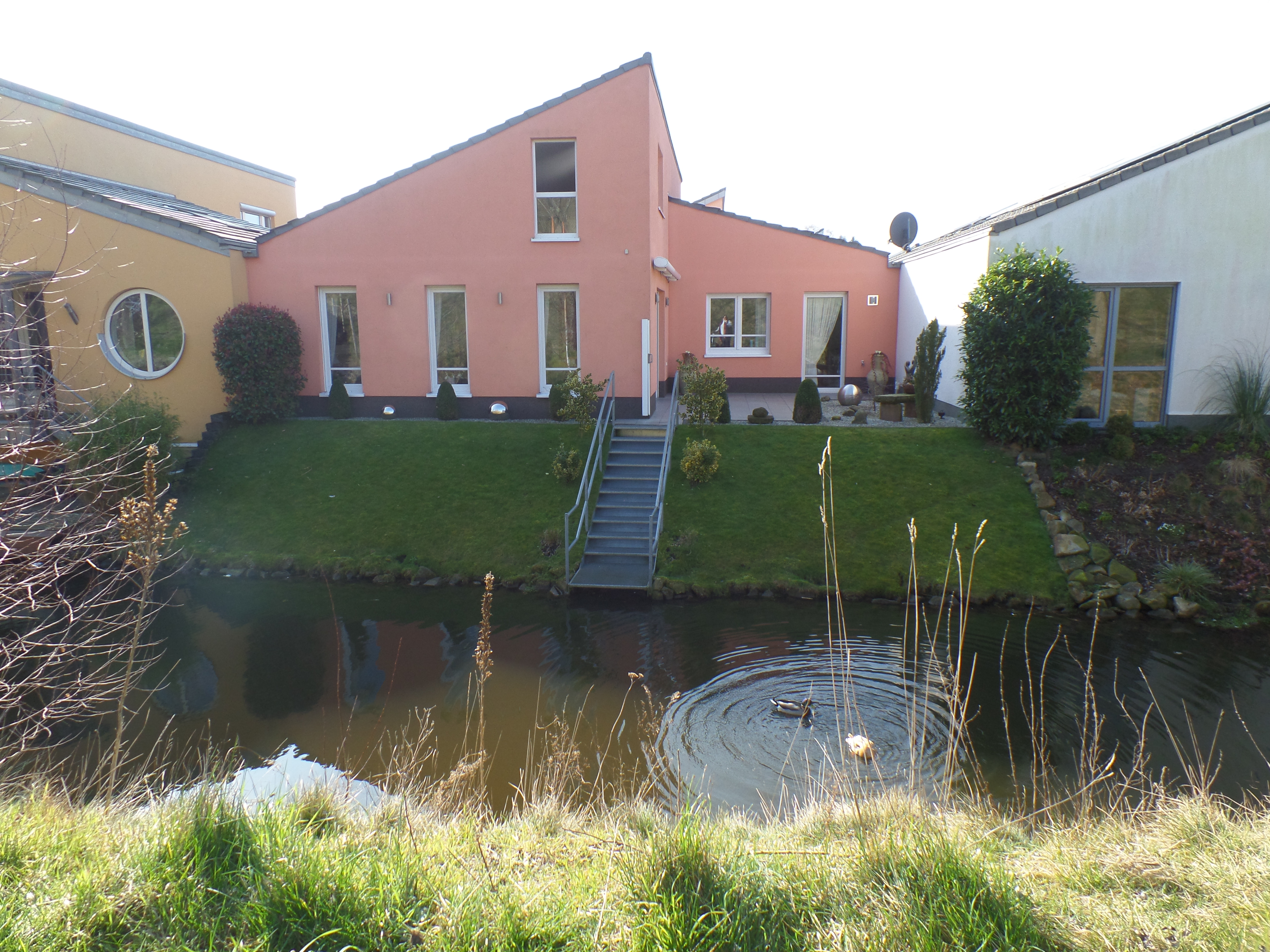
Mischbebauung
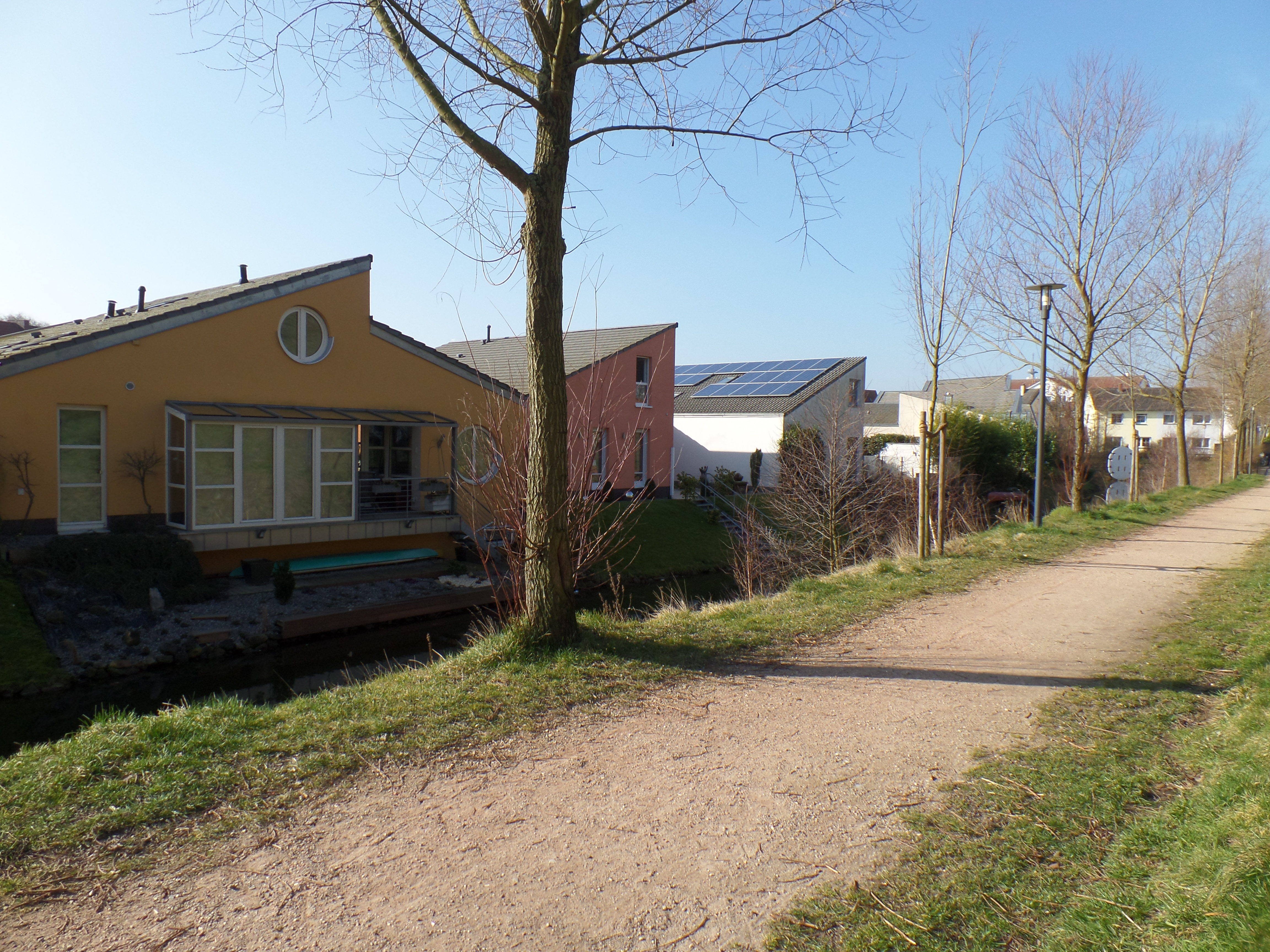
In dem neuen
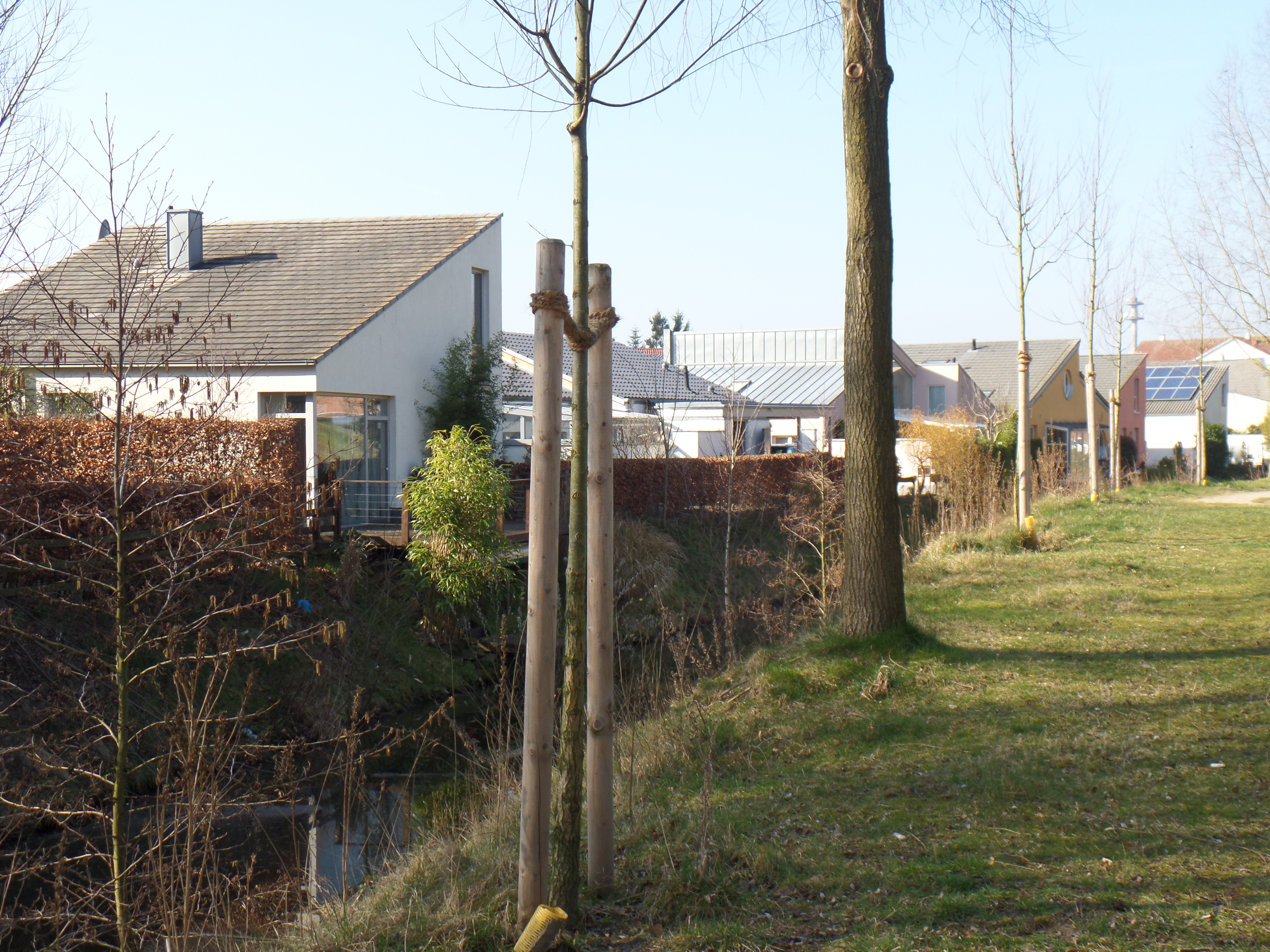
Wohnquartier:
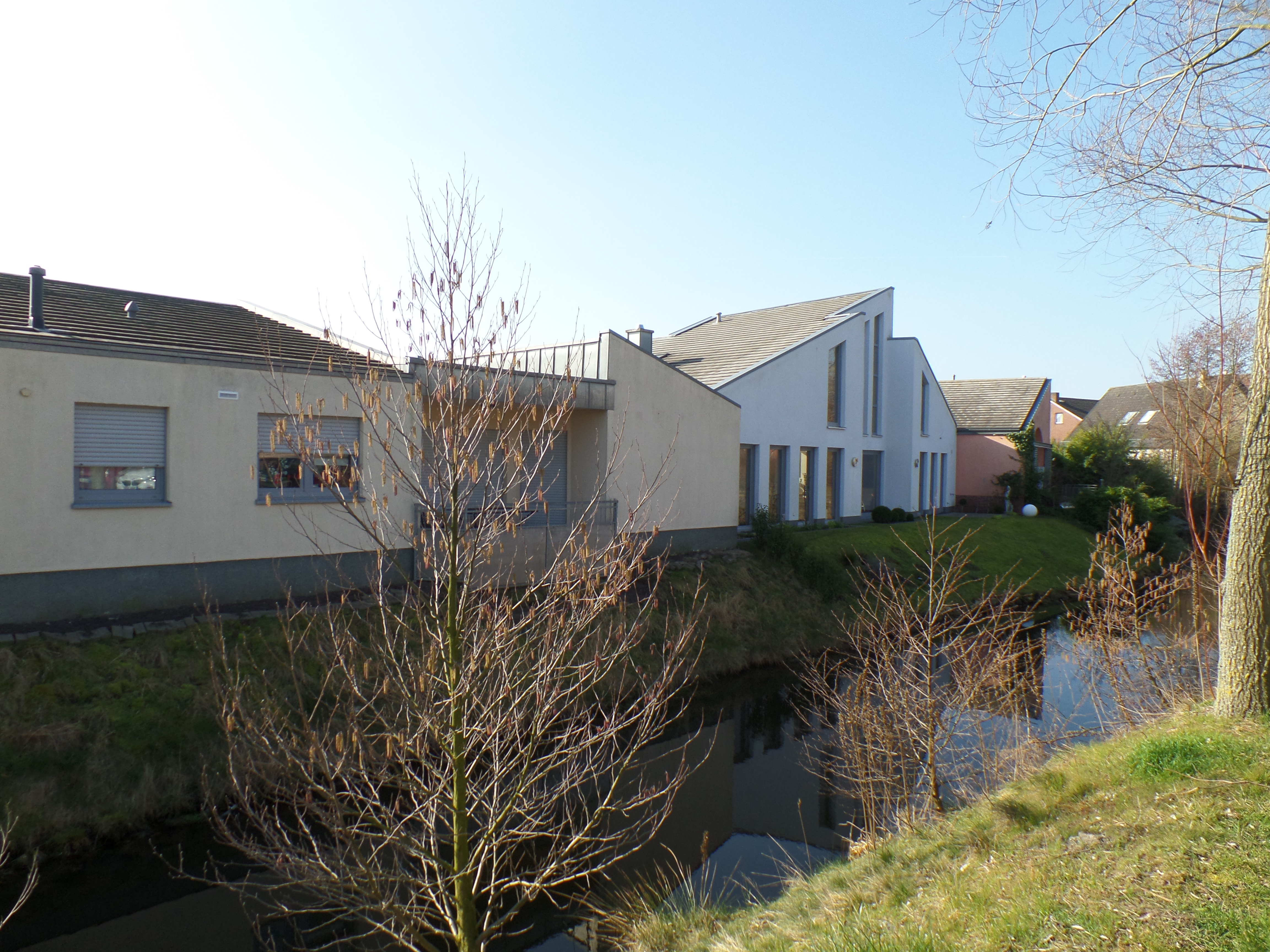
Ein-/Zweifamilienhäuser
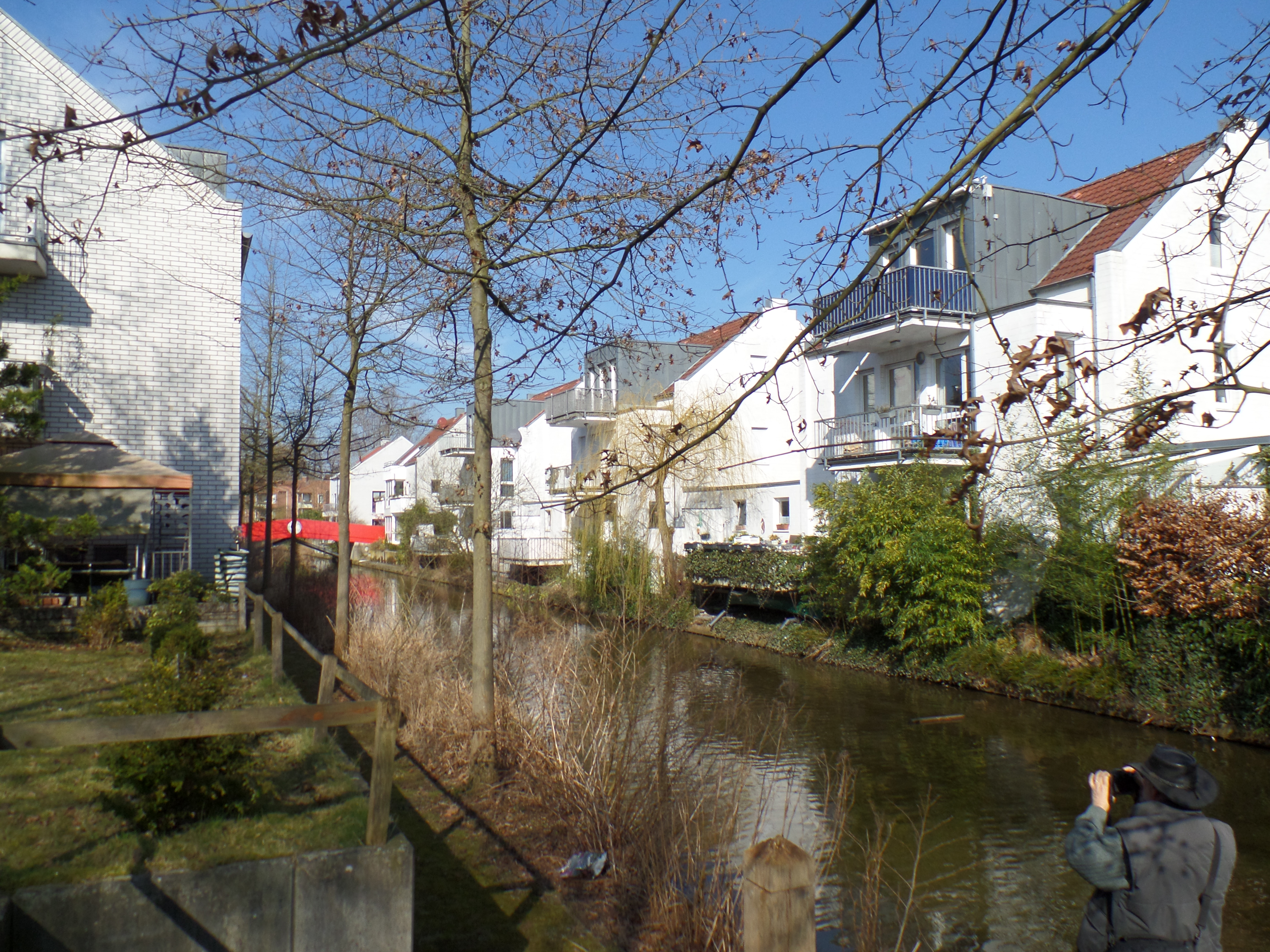
Mehrfamilienhäuser
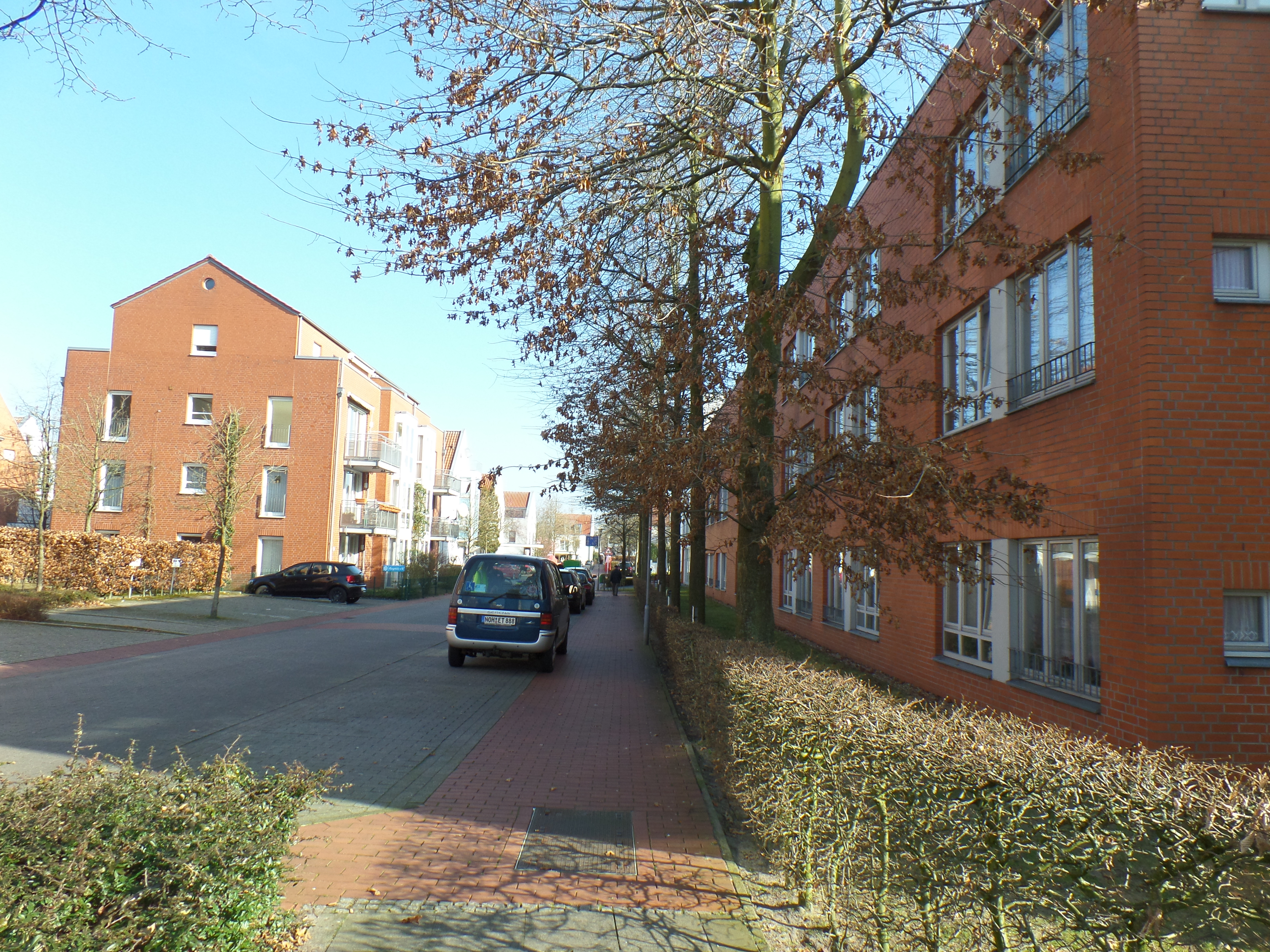
Seniorenwohnanlagen
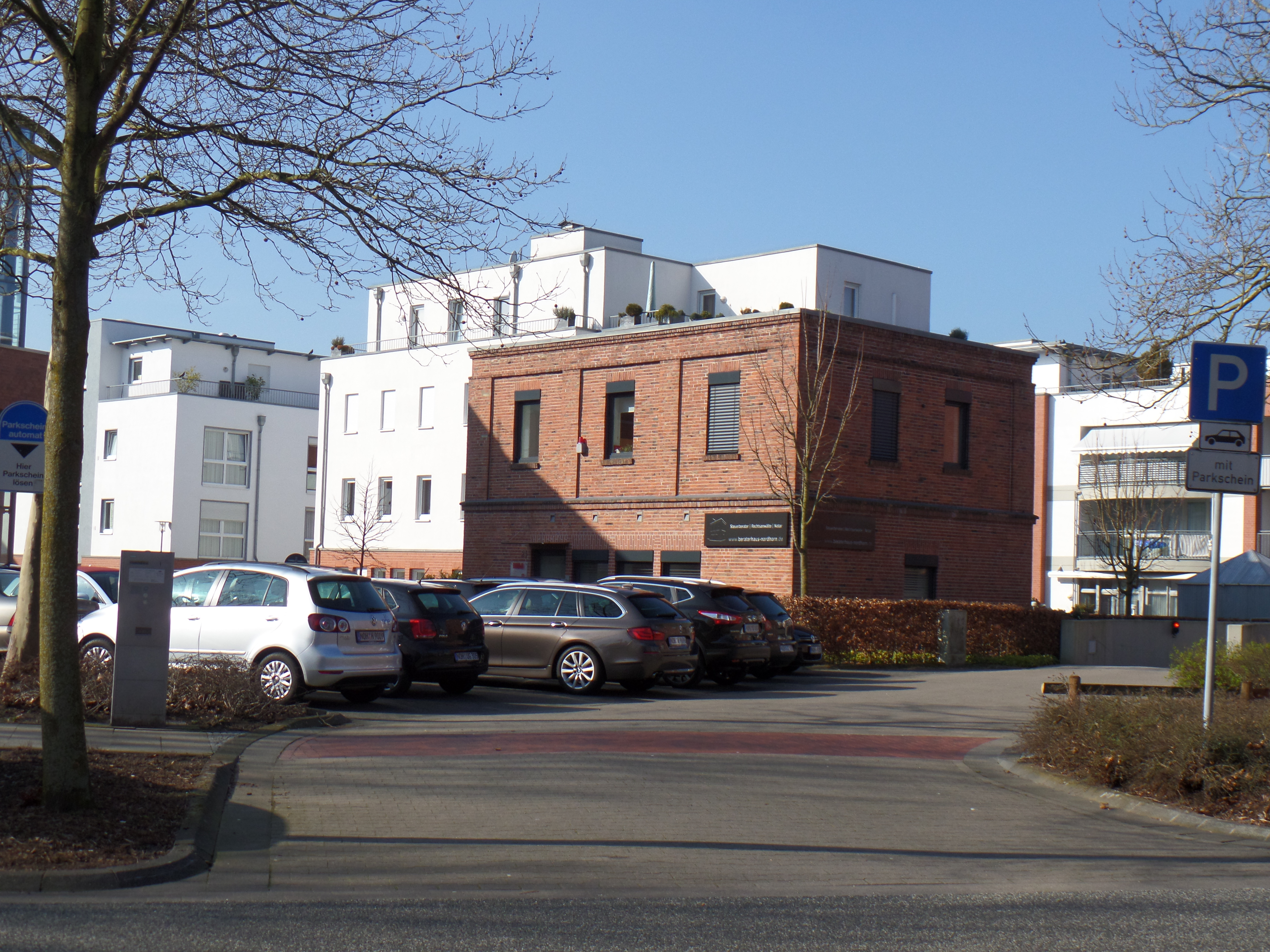
Bürogebäude

## Pyramide

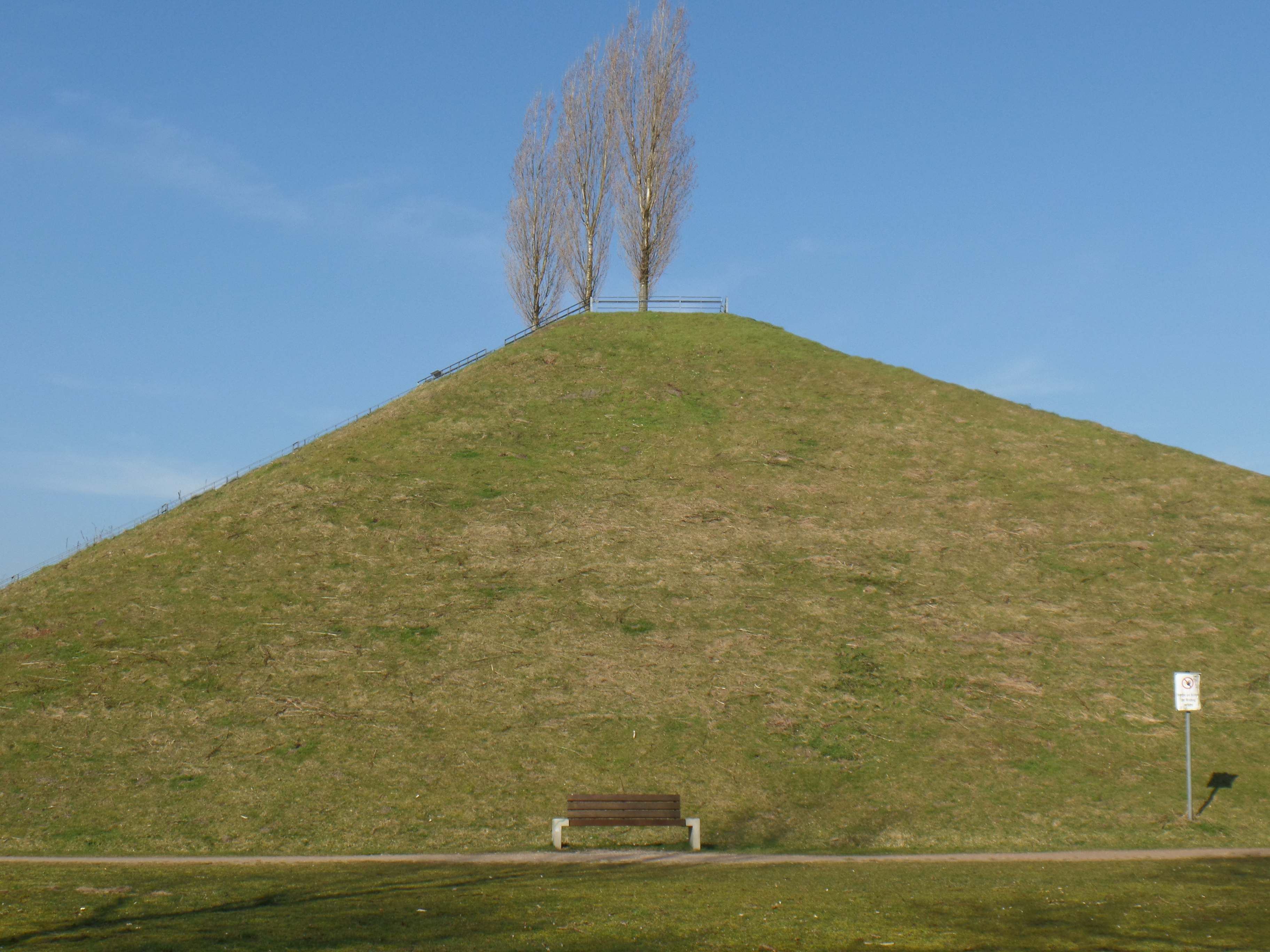
Pyramide

Die Pyramide, auch Povelberg genannt, liegt im östlichen Bereich des Sanierungsgebietes und dient heute als öffentliche Grünanlage. Die Einkapselung der ehemaligen Betriebsmülldeponie stellte die abschließende Sicherungsmaßnahme des Sanierungsprojekts dar.
Die hohe Schadstoffkonzentration der eingelagerten Böden erfordert eine dauerhafte Nutzungsrestriktion. Der an der Oberfläche aufgebrachte Teil der Pyramide wurde von einer Schutzschicht aus unbelastetem Bodenmaterial, Sanden und Folien umschlossen. Durch die Einkapselung des kontaminierten Erdreichs sollen Einspeisungen von Sickerwasser in das umgebende Grundwasser verhindert werden.
Die Spitze der Pyramide ist begehbar und durch einen Treppenaufgang erreichbar.

## Povelturm

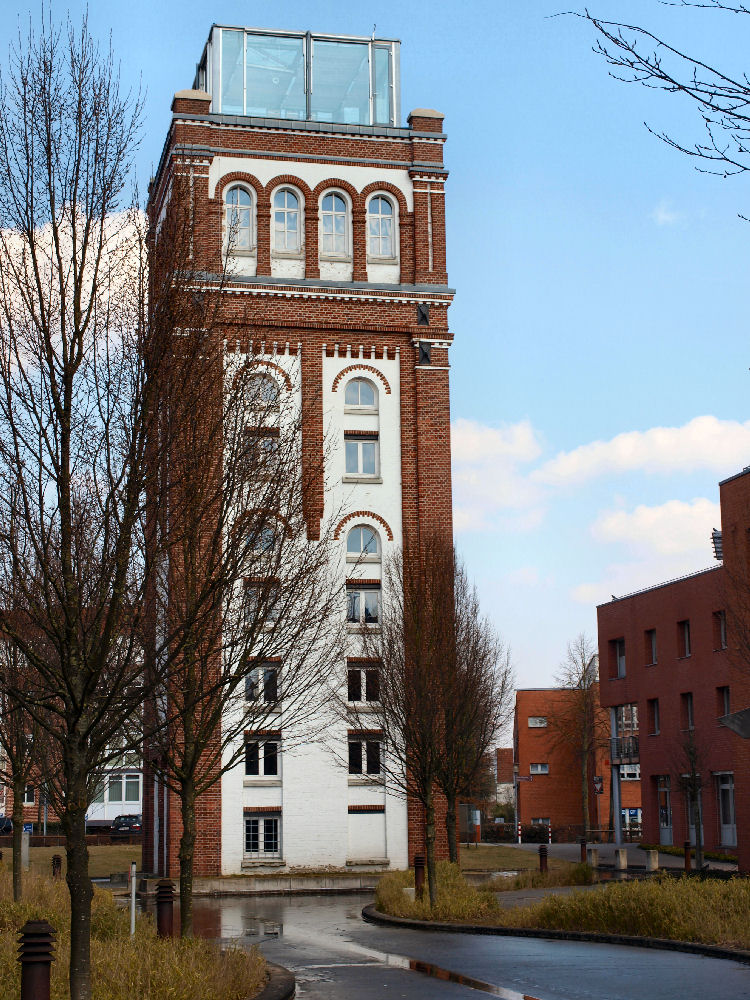
Povelturm

Der Povelturm wurde 1906 als „Staub- und Wasserturm“ der Spinnerei Povel errichtet. Der 26 Meter hohe Turm der ehemaligen Fabrikanlage wurde als historisches Bauwerk erhalten und beherbergt heute ein Textilmuseum, das an die frühere Nutzung der Fläche erinnert.
Im Oktober 1996 zeigte das Stadtmuseum Nordhorn eine erste Dauerausstellung. Seit April 2011 steht der Povelturm ganz im Zeichen der Stadtgeschichte. „Zeitreise Nordhorn: Grenzstadt – Textilstadt – Wasserstadt“ ist der Titel der Dauerausstellung.
Unter dem Glasdach des Spinnereiturms eröffnet sich dem Besucher ein Rundblick über Nordhorn. Auf den letzten beiden Etagen und in der Glaskuppel hat das „HOCH5“, Bar und Café, seinen Platz.

## Alte Weberei

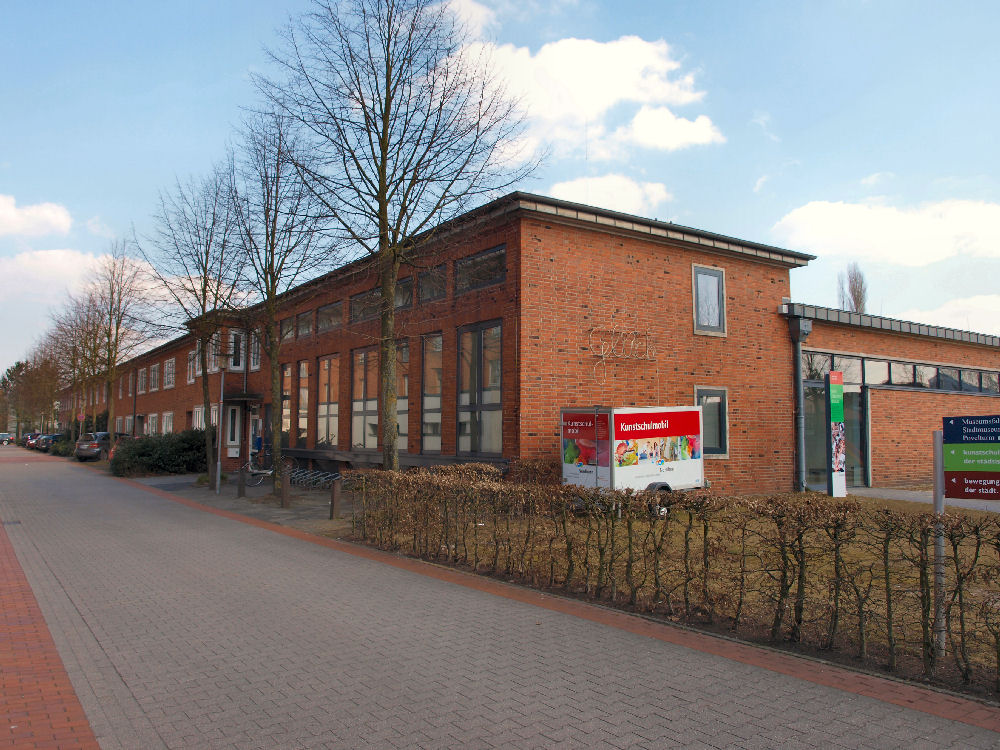
Alte Weberei

An der nördlichen Grenze des Plangebietes, 300 Meter vom Povelturm entfernt, liegt die 1949/50 erbaute ehemalige Weberei der Firma Povel, die von 1997 bis 1999 zu dem Kultur- und Veranstaltungszentrum Alte Weberei umgebaut wurde. Der Umbau kostete 2.441.930 Euro.
Die Alte Weberei besteht insbesondere aus einer multifunktionalen Halle mit Nebengebäuden, wo Messen, Ausstellungen, Märkte, Galas, Discos, Konzerte, Vorführungen oder Versammlungen stattfinden und wo auch das Grafschafter Brauhaus untergebracht ist.
In den einstigen Räumlichkeiten des „Weberei-Vorwerks“ eröffnete das Stadtmuseum Nordhorn im September 1999 eine „Museumsfabrik“ unter dem Motto „Textilproduktion live“. Dort wird auf einer 400 Quadratmeter großen Fläche der gesamte Produktionsgang der Textilindustrie (mit Ausnahme der Stoffveredlung beziehungsweise der Ausrüstung) dargestellt: Auf funktionsfähigen Textilmaschinen der ehemaligen Großbetriebe Povel, Nino und Rawe aus den Jahren 1950 bis 1990 wird die Aufbereitung des Rohstoffes Baumwolle, die Herstellung eines Garnes in der Spinnerei und die Verarbeitung Tausender von Garnfäden zu einem Stoffgewebe in der Weberei vorgeführt. An den Wochenenden führen ehemalige Mitarbeiter dieser Textilfirmen den Maschinenpark vor, erläutern die Funktionsweise und berichten aus der Arbeitswelt der Textilfabriken.

## Rezeption und Fazit
Ab 1996 erlangte die Sanierungsmaßnahme „Povel“ internationale Beachtung. Auf der UNO-Ausstellung „Habitat II“ in Istanbul wurde die Umsetzung der Sanierung zum „Best Practice Project“ gekürt. In den folgenden Jahren besuchten Sanierungsexperten und Stadtplaner aus aller Welt das neuentstandene innerstädtische Wohnquartier. Während des über 20-jährigen Sanierungsprozesses war das ehemalige Povel-Gelände wiederholt ein Thema für die Presse. Nicht nur regionale und überregionale Zeitungen, sondern auch Fachmagazine und Zeitschriften berichteten über den Sanierungsverlauf. Hierzu gehörten u. a. die „Deutsche Bauzeitung“ und die „Zeit“. Die meisten Artikel wurden in den lokal ansässigen Grafschafter Nachrichten (GN) veröffentlicht. Die Berichterstattung begann im Jahre 1980, damals erschienen in den GN z. B. Artikel wie „Eine einmalige Chance für die Stadtentwicklung“ und „Povel-Gelände verseucht?“. Anlässlich der 625-Jahr-Feier der Stadt Nordhorn wurde im Jahr 2004 der Artikel „Stück textiles Erbe sorgt weltweit für Furore“ veröffentlicht.
Bei einem 1997 ausgelobten Wettbewerb des niedersächsischen Ministeriums für Frauen, Arbeit und Soziales wurde das Projekt als eines von 17 besten Beiträgen ausgezeichnet, erhielt 1998 den „Fair-Play-Preis“ der Landesbausparkassen für zukunfts- und bedarfsorientierte Baulandpolitik und 1999 den deutschen Städtepreis. 2002 erhielt die Quartiersentwicklung den DIFA-Award für innovative Stadtplanung und nachhaltige Bebauung.